# Pavel Francouz
Pavel Francouz (né le 3 juin 1990 à Plzeň en Tchécoslovaquie) est un joueur professionnel tchèque de hockey sur glace. Il évolue au poste de gardien de but.

## Biographie

### Carrière en club
Formé au HC Plzeň, il a évolué pour leur équipe de jeunes avant de faire ses débuts professionnels avec l'équipe principale, qui évolue dans l'Extraliga, durant la saison 2008-2009. Lors des saisons suivantes, il joue pour divers clubs en deuxième division tchèque avant de rejoindre le HC Litvínov en Extraliga.
Durant la saison 2014-2015, il réalise 32 victoires, 7 blanchissages, une moyenne de 2,08 buts accordés par match et un taux d'arrêts à 93,1 %, et est nommé meilleur gardien de but du championnat tchèque. Lors des séries éliminatoires, il permet à Litvínov de remporter le championnat et est nommé meilleur joueur des séries éliminatoires. Il a maintenu une moyenne de 1,38 but encaissé par match et un taux d'arrêts à 95,3, en plus de réaliser 4 blanchissages.
Il rejoint en 2015 le Traktor Tcheliabinsk, club russe évoluant dans la KHL. Après avoir passé la première saison comme deuxième gardien derrière Vassili Demtchenko, il obtient plus de départs pour la saison 2016-2017 et ses performances en saison régulière (moyenne de 1,43 but encaissé, taux d'arrêts à 95,3 % et 5 blanchissages) lui permettent d'être le gardien titulaire lors des séries éliminatoires. Il brille une fois de plus la saison suivante et est nommé dans la première équipe d'étoiles de la KHL.
Le 2 mai 2018, il signe un contrat d'une saison pour un salaire de 690 000 dollars avec l'Avalanche du Colorado dans la Ligue nationale de hockey (LNH).
Il remporte la Coupe Stanley 2022 avec Colorado.

### Carrière internationale
Il représente la République tchèque au niveau international. Il prend part aux Jeux olympiques d'hiver de 2018 à Pyeongchang en Corée du Sud, tournoi se concluant par une quatrième place pour l'équipe tchèque.

## Statistiques

### En club
| Saison     | Équipe                   | Ligue      |    | Saison régulière | Saison régulière | Saison régulière | Saison régulière | Saison régulière | Saison régulière | Saison régulière | Saison régulière | Saison régulière | Saison régulière |   | Séries éliminatoires | Séries éliminatoires | Séries éliminatoires | Séries éliminatoires | Séries éliminatoires | Séries éliminatoires | Séries éliminatoires | Séries éliminatoires | Séries éliminatoires |
| Saison     | Équipe                   | Ligue      | PJ | V                | D                | Pr/N             | Min              | BC               | Moy              | % Arr            | Bl               | Pun              | PJ               | V | D                    | Min                  | BC                   | Moy                  | % Arr                | Bl                   | Pun                  |                      |                      |
| 2008-2009  | HC Plzeň                 | Extraliga  | 15 |                  |                  |                  |                  |                  | 2,96             | 92,2             |                  |                  | 5                |   |                      |                      |                      | 1,92                 | 94,1                 |                      |                      |                      |                      |
| 2009-2010  | HC Plzeň                 | Extraliga  | 8  | 3                | 5                | 0                | 469              | 29               | 3,71             | 86,7             | 0                | 0                | -                | - | -                    | -                    | -                    | -                    | -                    | -                    | -                    |                      |                      |
| 2009-2010  | HC Tábor                 | 1. liga    | 9  |                  |                  |                  |                  |                  | 2,42             | 90,6             |                  |                  | -                | - | -                    | -                    | -                    | -                    | -                    | -                    | -                    |                      |                      |
| 2009-2010  | SK Horácká Slavia Třebíč | 1. liga    | 4  |                  |                  |                  |                  |                  | 1,76             | 94,8             |                  |                  | 9                |   |                      |                      |                      | 2,71                 | 92,6                 |                      |                      |                      |                      |
| 2010-2011  | HC Slovan Ústečtí Lvi    | 1. liga    | 15 |                  |                  |                  |                  |                  | 2,08             | 92,6             |                  |                  | 10               |   |                      |                      |                      | 1,79                 | 94,4                 |                      |                      |                      |                      |
| 2010-2011  | SK Horácká Slavia Třebíč | 1. liga    | 15 |                  |                  |                  |                  |                  | 1,77             | 95,2             |                  |                  | -                | - | -                    | -                    | -                    | -                    | -                    | -                    | -                    |                      |                      |
| 2011-2012  | HC Slovan Ústečtí Lvi    | 1. liga    | 1  | 0                | 1                | 0                | 40               | 4                | 6                | 80               | 0                | 0                | -                | - | -                    | -                    | -                    | -                    | -                    | -                    | -                    |                      |                      |
| 2011-2012  | HC Oceláři Třinec        | Extraliga  | 1  |                  |                  |                  |                  |                  | 6                | 80               |                  |                  | -                | - | -                    | -                    | -                    | -                    | -                    | -                    | -                    |                      |                      |
| 2012-2013  | HC Litvínov              | Extraliga  | 46 | 26               | 20               | 0                | 2 706            | 117              | 2,59             | 92               | 1                | 2                | 7                |   |                      |                      |                      | 2,18                 | 93,6                 |                      |                      |                      |                      |
| 2013-2014  | HC Litvínov              | Extraliga  | 48 | 24               | 24               | 0                | 2 906            | 98               | 2,02             | 93,2             | 6                | 2                | 2                |   |                      |                      |                      | 1                    | 97                   |                      |                      |                      |                      |
| 2014-2015  | HC Litvínov              | Extraliga  | 46 | 34               | 12               | 0                | 2 711            | 94               | 2,08             | 93,1             | 7                | 2                | 17               |   |                      |                      |                      | 1,38                 | 95,3                 |                      |                      |                      |                      |
| 2015-2016  | Traktor Tcheliabinsk     | KHL        | 18 | 3                | 7                | 3                | 787              | 29               | 2,21             | 92,4             | 0                | 0                | -                | - | -                    | -                    | -                    | -                    | -                    | -                    | -                    |                      |                      |
| 2016-2017  | Traktor Tcheliabinsk     | KHL        | 30 | 14               | 9                | 3                | 1 719            | 41               | 1,43             | 95,3             | 5                | 2                | 6                |   |                      |                      |                      | 2,15                 | 92,4                 |                      | 0                    |                      |                      |
| 2017-2018  | Traktor Tcheliabinsk     | KHL        | 35 | 15               | 11               | 5                | 1 964            | 59               | 1,8              | 94,6             | 5                | 4                | 12               |   |                      |                      |                      | 1,90                 | 94,9                 |                      | 0                    |                      |                      |
| 2018-2019  | Avalanche du Colorado    | LNH        | 2  | 0                | 2                | 0                | 61               | 2                | 1,97             | 94,3             | 0                | 0                | -                | - | -                    | -                    | -                    | -                    | -                    | -                    | -                    |                      |                      |
| 2018-2019  | Eagles du Colorado       | LAH        | 49 | 27               | 20               | 1                | 2 803            | 125              | 2,68             | 91,8             | 3                | 13               | 4                | 1 | 3                    | 235                  | 13                   | 3,31                 | 89,5                 | 0                    | 0                    |                      |                      |
| 2019-2020  | Avalanche du Colorado    | LNH        | 34 | 21               | 7                | 4                | 1 914            | 77               | 2,41             | 92,3             | 1                | 2                | 6                | 2 | 4                    | 315                  | 17                   | 3,23                 | 89,2                 | 1                    | 0                    |                      |                      |
| 2021-2022  | Eagles du Colorado       | LAH        | 4  | 3                | 1                | 0                | 237              | 6                | 1,52             | 94,5             | 1                | 0                | -                | - | -                    | -                    | -                    | -                    | -                    | -                    | -                    |                      |                      |
| 2021-2022  | Avalanche du Colorado    | LNH        | 21 | 15               | 5                | 1                | 1 200            | 51               | 2,55             | 91,6             | 2                | 0                | 7                | 6 | 0                    | 341                  | 16                   | 2,81                 | 90,6                 | 1                    | 0                    |                      |                      |
| 2022-2023  | Avalanche du Colorado    | LNH        | 16 | 8                | 7                | 1                | 965              | 42               | 2,61             | 91,5             | 1                | 0                | -                | - | -                    | -                    | -                    | -                    | -                    | -                    | -                    |                      |                      |
| Totaux LNH | Totaux LNH               | Totaux LNH | 73 | 44               | 21               | 6                | 4 140            | 172              | 2,49             | 91,9             | 4                | 2                | 13               | 8 | 4                    | 657                  | 33                   | 3,01                 | 89,9                 | 2                    | 0                    |                      |                      |

### En équipe nationale
| Année | Équipe            | Compétition                      |   | PJ | V | D | Pr/N | Min | BC   | Moy  | % Arr | Bl | Pun       |  | Résultat |
| 2008  | Tchéquie - 18 ans | Championnat du monde - 18 ans D1 | 1 |    |   |   |      |     | 2    | 89,5 |       |    | Onzième   |  |          |
| 2010  | Tchéquie - 20 ans | Championnat du monde junior      | 2 |    |   |   |      |     | 4,76 | 86,2 |       |    | Septième  |  |          |
| 2013  | Tchéquie          | Championnat du monde             | 2 |    |   |   |      |     | 0    | 100  |       |    | Septième  |  |          |
| 2014  | Tchéquie          | Championnat du monde             | 0 |    |   |   |      |     |      |      |       |    | Quatrième |  |          |
| 2016  | Tchéquie          | Championnat du monde             | 4 |    |   |   |      |     | 2,45 | 89,6 |       |    | Cinquième |  |          |
| 2017  | Tchéquie          | Championnat du monde             | 4 |    |   |   |      |     | 1,49 | 91   |       |    | Septième  |  |          |
| 2018  | Tchéquie          | Jeux olympiques                  | 6 |    |   |   |      |     | 2,27 | 90,5 |       |    | Quatrième |  |          |
| 2018  | Tchéquie          | Championnat du monde             | 5 |    |   |   |      |     | 2,38 | 90,4 |       |    | Septième  |  |          |
| 2019  | Tchéquie          | Championnat du monde             | 3 |    |   |   |      |     | 0,77 | 95,7 |       |    | Quatrième |  |          |

## Trophées et honneurs personnels
- 2012-2013 : nommé meilleur gardien de but de l'Extraliga.
- 2014-2015 : 
  - champion de République tchèque avec le HC Litvínov ;
  - nommé meilleur gardien de but de l'Extraliga ;
  - nommé meilleur joueur des séries éliminatoires de l'Extraliga ;
- 2016-2017 : participe au Match des étoiles de la KHL.
- 2017-2018 : 
  - nommé meilleur gardien de but de la KHL ;
  - nommé dans la première équipe d'étoiles de la KHL.